# Похищенные (телесериал)
«Похищенные» (англ. Taken) — американский фантастический телесериал, повествующий о похищениях инопланетянами людей в течение нескольких десятилетий.
Основной особенностью сюжета сериала является то, что ключевым персонажами каждой последующей серии являются потомки основных героев предыдущей.
Описывается история трёх семей контактировавших с НЛО в течение четырёх поколений, основные события телесериала основаны на мифах об инопланетянах зародившихся и бытующих в США на протяжении последних пятидесяти лет. Каждая серия создаёт атмосферу того периода истории, в котором происходят действия серии.

## Сюжет
В 1945 году группа пилотов ВВС США заметили в небе несколько светящихся объектов, после чего они непонятным образом очнулись на поляне. После этого события, в течение двух лет, произошла цепь загадочных смертей: из десяти членов группы в живых осталось только двое. Командир группы Рассел Кисс, приехав в больницу к умирающему боевому товарищу, вспоминает что над ним проводились опыты солдатами в немецкой военной форме, совсем не похожими на людей. Кисс, замкнувшись в себе, уходит из дома, бросив жену и  годовалого сына.
Тем временем недалеко от городка Розуэлл капитан ВВС США сил Кроуфорд находит потерпевший крушение НЛО на пять посадочных мест, трёх мёртвых и одного раненного инопланетян, командование сразу же засекречивает проект.
В том же году вдова фермера, по фамилии Кларк находит у себя в сарае раненного человека, как две капли воды похожего на героя только-что прочтённого ей комикса. Странный человек прожил с семьёй Кларков довольно длительное время, пока однажды военные не объявили о розыске якобы очень опасного дезертира, когда он, попрощавшись с Кларками исчез в облаке ярко-белого цвета, оставив на ферме беременную вдову Кларка.

## Список персонажей
| Номер эпизода | Название              | Временной отрывок | Появления персонажей | Появления персонажей | Появления персонажей | Появления персонажей | Появления персонажей | Появления персонажей | Появления персонажей | Появления персонажей | Появления персонажей | Появления персонажей | Появления персонажей | Появления персонажей | Появления персонажей |
| Номер эпизода | Название              | Временной отрывок | Оуэн Кроуфорд        | Салли Кларк          | Расселл Киз          | Джон                 | Том Кларк            | Эрик Кроуфорд        | Джейкоб Кларк        | Джесси Киз           | Мэри Кроуфорд        | Лиза Кларк           | Чарли Киз            | Элли Киз             | Чет Уэйкман          |
| ------------- | --------------------- | ----------------- | -------------------- | -------------------- | -------------------- | -------------------- | -------------------- | -------------------- | -------------------- | -------------------- | -------------------- | -------------------- | -------------------- | -------------------- | -------------------- |
| 1             | «Beyond The Sky»      | 1944-1947         | Да                   | Да                   | Да                   | Да                   | Да                   |                      |                      |                      |                      |                      |                      |                      |                      |
| 2             | «Jacob & Jesse»       | 1953-1959         | Да                   | Да                   | Да                   |                      | Да                   | Да                   | Да                   | Да                   |                      |                      |                      |                      |                      |
| 3             | «High Hopes»          | 1962              | Да                   |                      | Да                   |                      | Да                   | Да                   | Да                   | Да                   |                      |                      |                      |                      |                      |
| 4             | «Acid Tests»          | 1970              | Да                   |                      |                      |                      |                      | Да                   |                      | Да                   | Да                   |                      |                      |                      |                      |
| 5             | «Maintenance»         | 1970-1980         |                      | Да                   |                      | Да                   | Да                   | Да                   | Да                   | Да                   | Да                   | Да                   | Да                   |                      | Да                   |
| 6             | «Charlie & Lisa»      | 1980-1996         |                      |                      |                      |                      | Да                   | Да                   | Да                   | Да                   | Да                   | Да                   | Да                   | Да                   | Да                   |
| 7             | «God’s Equation»      | 2002              |                      |                      |                      |                      |                      | Да                   |                      |                      | Да                   | Да                   | Да                   | Да                   | Да                   |
| 8             | «Dropping The Dishes» | 2002              |                      |                      |                      |                      |                      |                      |                      |                      | Да                   | Да                   | Да                   | Да                   | Да                   |
| 9             | «John»                | 2002              | Да                   |                      |                      | Да                   |                      |                      |                      |                      | Да                   | Да                   | Да                   | Да                   | Да                   |
| 10            | «Taken»               | 2002              |                      |                      |                      | Да                   | Да                   |                      |                      |                      | Да                   | Да                   | Да                   | Да                   | Да                   |